# Vilne, Krîvîi Rih
Vilne (în ucraineană Вільне) este localitatea de reședință a comunei Vilne din raionul Krîvîi Rih, regiunea Dnipropetrovsk, Ucraina.

## Demografie
Componența lingvistică a localității Vilne
     Ucraineană (83,89%)
     Rusă (14,48%)
     Alte limbi (0,51%)
Conform recensământului din 2001, majoritatea populației localității Vilne era vorbitoare de ucraineană (83,89%), existând în minoritate și vorbitori de rusă (14,48%).